# Abdón Reyes
Abdón Reyes (* 19. oder 20. Jahrhundert) ist ein ehemaliger uruguayischer Fußballspieler.

## Karriere

### Verein
Mittelfeldakteur Reyes spielte auf Vereinsebene mindestens 1939 für Sud América in der Primera División.

### Nationalmannschaft
Reyes war Mitglied der A-Nationalmannschaft Uruguays, für die er am 22. Januar 1939 und am 29. Januar 1939 zwei Länderspiele gegen Ecuador und Chile absolvierte. Ein Länderspieltor erzielte er nicht. Er gehörte dem Aufgebot Uruguays bei der Südamerikameisterschaft 1939 an.